# السفارة السعودية في مسقط
سفارة المملكة العربية السعودية في سلطنة عمان، هي بعثة دبلوماسية سعودية تقع العاصمة مسقط ويترأس البعثة سفير خادم الحرمين الشريفين أبراهيم بن سعد بن بيشان . العنوان: حي السفارات – شاطئ القرم – شارع جامعة الدول العربية.

## وصلات خارجية
- موقع سفارة المملكة العربية السعودية في سلطنة عمان
- وزارة الخارجية السعودية (بالعربية)
- Ministry of Foreign Affairs of Kingdom of Saudi Arabia (بالإنجليزية)